# فروسایی

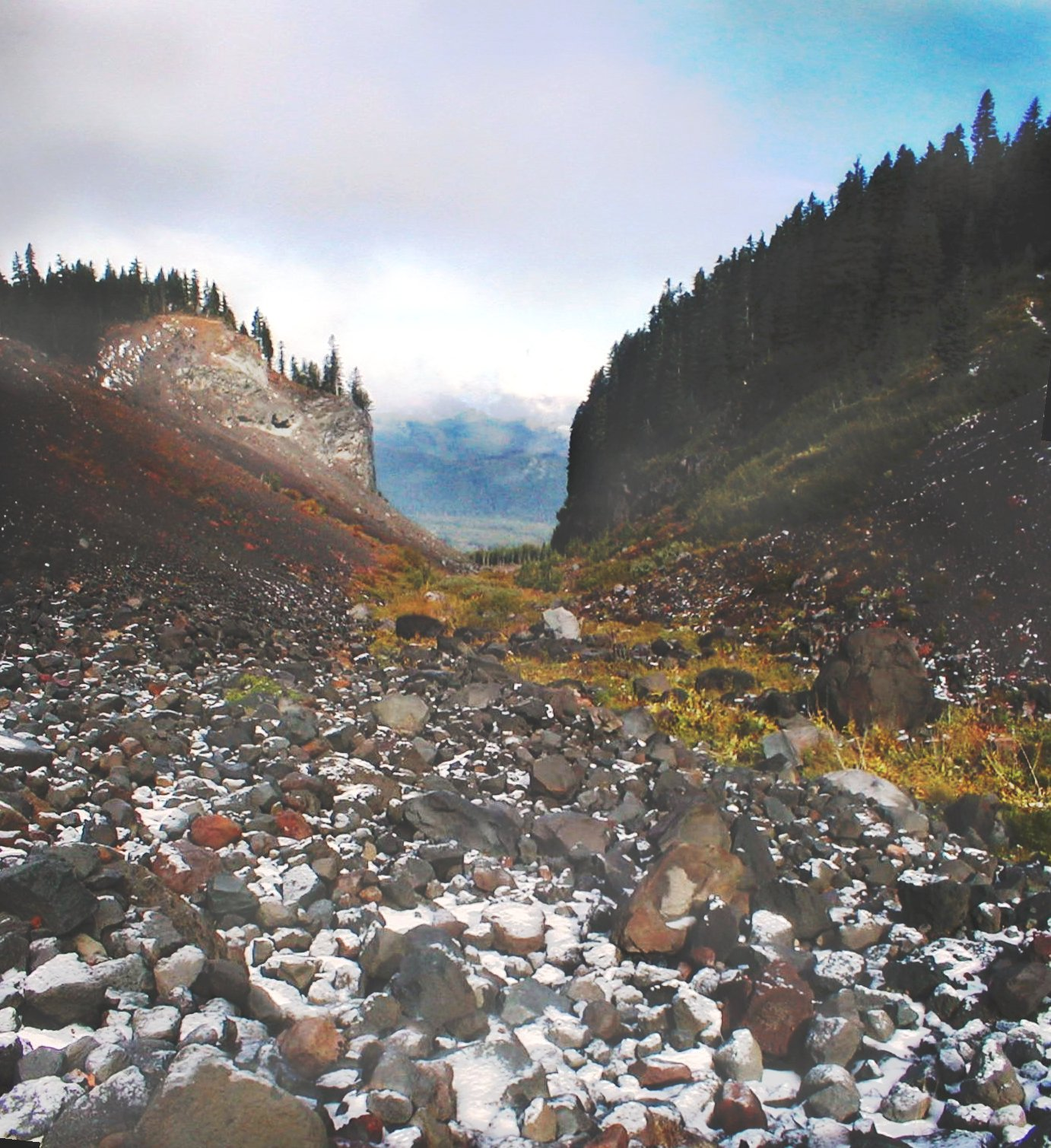

فروسایی یا فروکاهی (به انگلیسی: Degradation) در زمین‌شناسی فرایندی است که تمایل دارد سطح زمین را سایش دهد، معمولاً به یک رودخانه گفته می‌شود و متضمن عمیق کردن دره رودخانه به وسیلهٔ رودخانه مورد نظر است.